# Walter Absil
Walter Absil, původním příjmením Bondy, (26. listopadu 1924 Vídeň – 28. října 2015 Montréal) byl žid, kterému se během druhé světové války podařilo uniknout holokaustu. Po válce emigroval do Kanady.

## Život
Narodil se v židovské rodině. Jeho rodiče Otto a Margarethe Bondy vedli továrnu s koženým zbožím v Bechardgasse 16 ve třetím vídeňském okrsku. Když bylo Rakousko v roce 1938 připojeno k Německu, jeho otec se rozhodl opustit zemi. Usadili se v Belgii a žili tam až do roku 1940 bez větších obtíží. To se ale změnilo po invazi nacistů v Belgii.
V roce 1941 byli židé žijící v Belgii předvoláni, aby se hlásili na nádraží, odkud měli být odvezeni na nucenou práci do německé říše. Jeho otec odmítl reagovat na tuto výzvu. V důsledku toho byla rodina nucena se skrývat. V září 1943 byl jejich úkryt objeven. Matka i otec byli odvedení důstojníky gestapa do tranzitního tábora SS v Mechelenu a odtud 20. září 1943 do koncentračního tábora Auschwitz-Birkenau, kde byli popraveni v plynové komoře. Shodou okolností on se svou sestrou Liese nebyli v úkrytu. Oběma se podařilo přečkat do osvobození Belgie v roce 1944. Liese se ukrývala v karmelitánském klášteře Sainte Foy-les-Lyons.
V září 1951 emigroval s manželkou, se kterou se oženil v roce 1945, a jejich prvními dvěma (ze tří) děti do Montrealu, kde žil až do smrti. Přes dlouhou dobu, kterou žil v Belgii, nedostal nikdy belgické občanství. Po roce 1951 působil jako obchodník a manažer. Také několik let pracoval jako dobrovolník v Montrealském pamětním centru holocaustu. Od listopadu 2009 zastupoval Kanadu v mezinárodní radě rakouské zahraniční služby.